# DHL MoonBox
 (janvier 2024).
DHL MoonBox,, est une boîte à souvenirs embarquée sur l'atterrisseur Peregrine Mission One d'Astrobotic Technology lancé en 2024 à destination de la Lune,,. La DHL MoonBox est fabriquée par DHL, elle contient 33 capsules. Elle contient des objets provenant de la France, des États-Unis, du Royaume-Uni, du Canada, du Népal, d'Allemagne et de Belgique.
L'atterrissage de Peregrine sur la Lune a été abandonné en raison d'une fuite de propulseur et la sonde a brûlé dans l'atmosphère terrestre.
Les 33 charges utiles de la Moonbox sont :

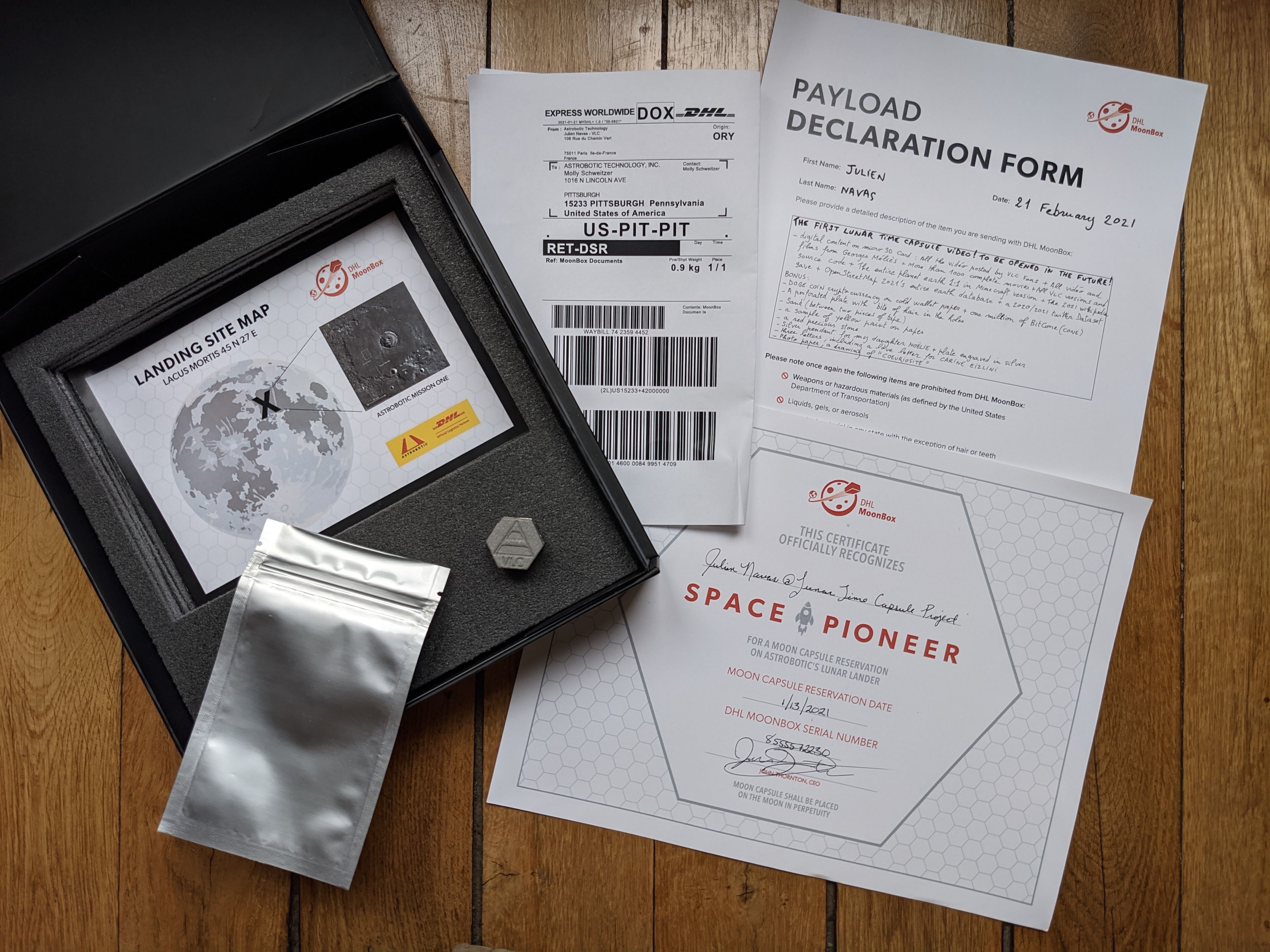
Contenu de la boîte de la DHL MoonBox

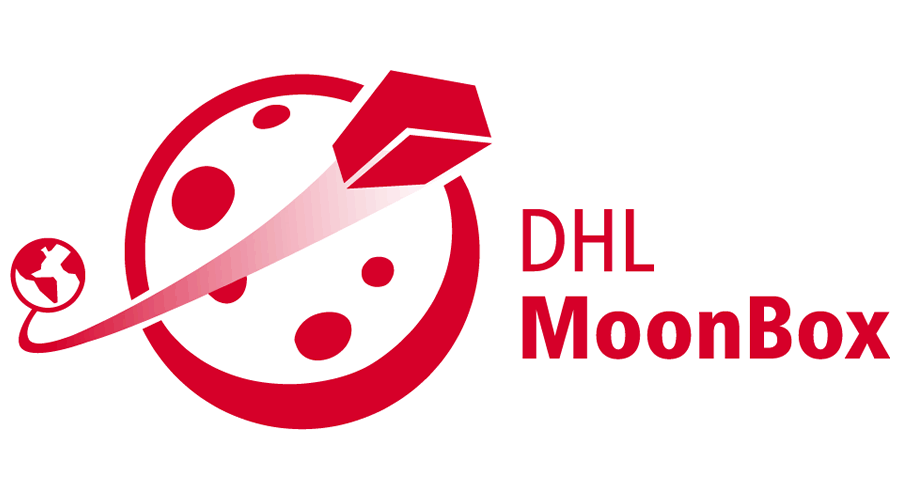
Logo de la DHL MoonBox

| Country    | Name                                        | Agency, company or person                                              |
| ---------- | ------------------------------------------- | ---------------------------------------------------------------------- |
| France     | VLC Lunar Time Capsule                      | VLC media player                                                       |
| USA        | Mora Moon Museum                            | Project Mora                                                           |
| UK         |                                             | Anthony Henderson                                                      |
| USA        | Gray Crater 1                               | SWIRVRO                                                                |
| Canada     | The Lunar Codex                             | Incandence                                                             |
| USA        | Conrad Moonwalker Drive                     | The Conrad Foundation                                                  |
| USA        | I Need More Moon                            | TJ Cooney                                                              |
| USA        | moon my name                                | Ian Sager                                                              |
| USA        | HopeMoonshot                                | Pennsylvania State University                                          |
| USA        | Digital Files                               | Future Grind                                                           |
| Canada     | Moonstone                                   | Incandence                                                             |
| UK         | Astro liz lab sticker                       | Astro liz labs                                                         |
| Belgium    | Belgium2theMoon Timecapsule                 | Belgium2theMoon                                                        |
| UK         | Apollo Remastered                           | Andy Saunders                                                          |
| Germany    | ToTheMoonWithDHL,                           | DHL                                                                    |
| USA        | Kennywood Token,                            | Heinz History Center                                                   |
| USA        | International Library on the Moon           | Writers on the Moon                                                    |
| USA        | MoonBox                                     | MrBeast                                                                |
| Nepal      | Nepal Robotics payload                      | Nepal Robotics Project                                                 |
| USA        | Consmith Capsule                            | Matthew Congrove                                                       |
| USA        | Dogecoin to the moon                        | Dogecoin                                                               |
| USA        |                                             | u/Valphon                                                              |
| USA        |                                             | Howdy Bots - FRC #6377                                                 |
| USA        |                                             | Balko Public School                                                    |
| USA        |                                             | Big Brothers Big Sisters of America                                    |
| UK         |                                             | Into the Red // PRE-SAVE TO THE MOON                                   |
| USA        |                                             | Ohio PC Solutions                                                      |
| Canada     |                                             | 2 the Moon! For Real                                                   |
| USA        |                                             | GadgetNate                                                             |
| USA        |                                             | Civil Air Patrol and Cornell NanoScale Science and Technology Facility |
| USA        |                                             | The Earthling Project                                                  |
| UK         |                                             | Great Baddow High School                                               |
| Canada USA | Writers on the Moon: Stories by 133 authors | https://www.writersonthemoon.com https://lunartimecapsule.space/       |